# فيكتوريا بيرغوين
فيكتوريا بيرغوين (بالإنجليزية: Victoria Burgoyne)‏ هي ممثلة بريطانية، ولدت في 3 أبريل 1953 في لندن في المملكة المتحدة.

## وصلات خارجية
- فيكتوريا بيرغوين على موقع IMDb (الإنجليزية)
- فيكتوريا بيرغوين على موقع أول موفي (الإنجليزية)
- فيكتوريا بيرغوين على موقع قاعدة بيانات الفيلم (الإنجليزية)